# 勝木保次
勝木 保次（かつき やすじ、1905年11月28日 - 1994年3月6日）は、生理学者、文化勲章受章者。聴覚の研究に大きく貢献した。

## 人物
石川県小松生まれ。第三高等学校、東京帝国大学医学部卒業。当初は耳鼻科を専攻していたが、橋田邦彦の生理学教室に移る。1949年東京医科歯科大学教授、1971年に定年退職後に鶴見大学歯学部教授。1974年に東京医科歯科大学学長に就任し、1977年まで務める。1972年日本学士院会員。1977年生物科学総合研究機構長に就任し、1981年まで務めた。
1948年 東京大学 医学博士。論文は「日本語母音の構成と口腔及び附属管腔の研究」。 
母音解析や魚類、哺乳類等の聴覚の研究から脳の聴覚機構を研究する。兄に労働科学研究所長の勝木新次がいる。

## 受賞・栄誉
- 1962年 朝日文化賞[3]
- 1963年 日本学士院賞[1]
- 1973年 文化勲章、文化功労者
- 1979年 勲一等瑞宝章[1]
- 1980年 北極星勲章（スウェーデン）[1]
- 1988年 小松市名誉市民[4]、紺綬褒章
- 1992年 石川県名誉県民[5]

## 著書
- 『声ときこえ 音響生理学の新分野』高山書院（若い人の文化叢書）1949
- 『聴覚生理学への道』紀伊国屋新書 1967